# True (album Avicii)
True – debiutancki album studyjny szwedzkiego DJ-a Avicii. Wydany 13 września 2013 roku przez wytwórnię Universal. Utwory na albumie łączą w sobie gatunki muzyki elektronicznej i country. True zyskał pozytywne oceny od recenzentów i odniósł komercyjny sukces. 24 marca 2014 roku został wydany remix album zatytułowany True (Avicii by Avicii).
Album w Polsce uzyskał status podwójnej platynowej płyty.

## Lista utworów
Opracowano na podstawie materiału źródłowego.
1. "Wake Me Up" (feat. Aloe Blacc) - 4:09
2. "You Make Me" (feat. Salem Al Fakir) - 3:53
3. "Hey Brother" (feat. Dan Tyminski) - 4:14
4. "Addicted to You" (feat. Audra Mae) - 2:28
5. "Dear Boy" (feat. Karen Marie Orsted) - 7:59
6. "Liar Liar" (feat. Blondfire & Aloe Blacc) - 3:58
7. "Shame on Me" (feat. Sterling Fox & Audra Mae) - 4:13
8. "Lay Me Down" (feat. Adam Lambert & Nile Rodgers) - 5:00
9. "Hope There's Someone" (feat. Linnea Henriksson) - 6:21
10. "Heart Upon My Sleeve" - 4:40

Europejskie wydanie Amazon.com
1. "Always on the Run" - 4:55

Wydanie brytyjskie/iTunes
1. "Long Road to Hell" (feat. Audra Mae) - 3:42
2. "Edom" - 8:15

Bonusowe utwory Spotify
1. "Canyons" - 7:32
2. "All You Need is Love" - 6:22

Wydanie japońskie
1. "All You Need is Love" - 6:22
2. "Always on the Run" - 4:55
3. "Canyons" - 7:32
4. "Long Road to Hell" (feat. Audra Mae) - 3:42
5. "Levels" (Radio Edit) - 3:21

## True (Avicii by Avicii)
Opracowano na podstawie materiału źródłowego.
1. "Wake Me Up" (Avicii by Avicii) (feat. Aloe Blacc) - 7:05
2. "You Make Me" (Avicii by Avicii) (feat. Salem Al Fakir) - 3:02
3. "Hey Brother" (Avicii by Avicii) (feat. Salem Al Fakir) - 6:09
4. "Addicted to You" (Avicii by Avicii) (feat. Audra Mae) - 5:32
5. "Dear Boy" (Avicii by Avicii) (feat. Karen Marie Orsted) - 5:30
6. "Liar Liar" (Avicii by Avicii) (feat. Blondfire & Aloe Blacc) - 5:06
7. "Shame on Me" (Avicii by Avicii (feat. Sterling Fox & Audra Mae) - 3:56
8. "Lay Me Down" (Avicii by Avicii) (feat. Adam Lambert) - 6:02
9. "Hope There's Someone" (Avicii by Avicii) (feat. Linnea Henriksson) - 8:08